# Joshua Jebb
Joshua Jebb (8 mai 1793 - 26 juin 1863) est un ingénieur royal et l'arpenteur général britannique des prisons.
Il participe à la bataille de Plattsburgh sur le lac Champlain pendant la guerre de 1812  et trace une route entre la rivière des Outaouais et Kingston où le lac Ontario se jette dans le fleuve Saint-Laurent. Cependant, son itinéraire n'est pas suivi par le colonel By dans la construction du canal Rideau.
Jebb est également impliqué dans la conception des prisons et bâtiments connexes, notamment la Prison de Pentonville, Woking Convict Prison , l'Hôpital Broadmoor, l'hôpital psychiatrique à Crowthorne dans le Berkshire, et la Prison de Mountjoy dans le centre de Dublin.

## Biographie
Jebb est le fils aîné de Joshua Jebb de Walton, Derbyshire et de sa femme Dorothy, fille du général Henry Gladwin de Stubbing Court. Joshua est né à Chesterfield le 8 mai 1793 .
Après son passage à l'Académie royale militaire de Woolwich, il est nommé sous-lieutenant dans les Royal Engineers le 1er juillet 1812. Il est promu premier lieutenant le 21 juillet 1813 et s'embarque pour le Canada en octobre suivant . Il sert dans l'armée sous le commandement du général Francis de Rottenburg à la frontière du Bas-Canada jusqu'à l'été 1814, date à laquelle il se joint à l'armée du lieutenant-général sir George Prévost aux États-Unis et participe à la campagne du automne 1814. Il est présent à la bataille de Plattsburgh, le 11 septembre 1814, et est remercié dans les ordres généraux.
En 1816, il achève l'arpentage d'un canal conçu pour permettre l'accès au cœur du Canada .

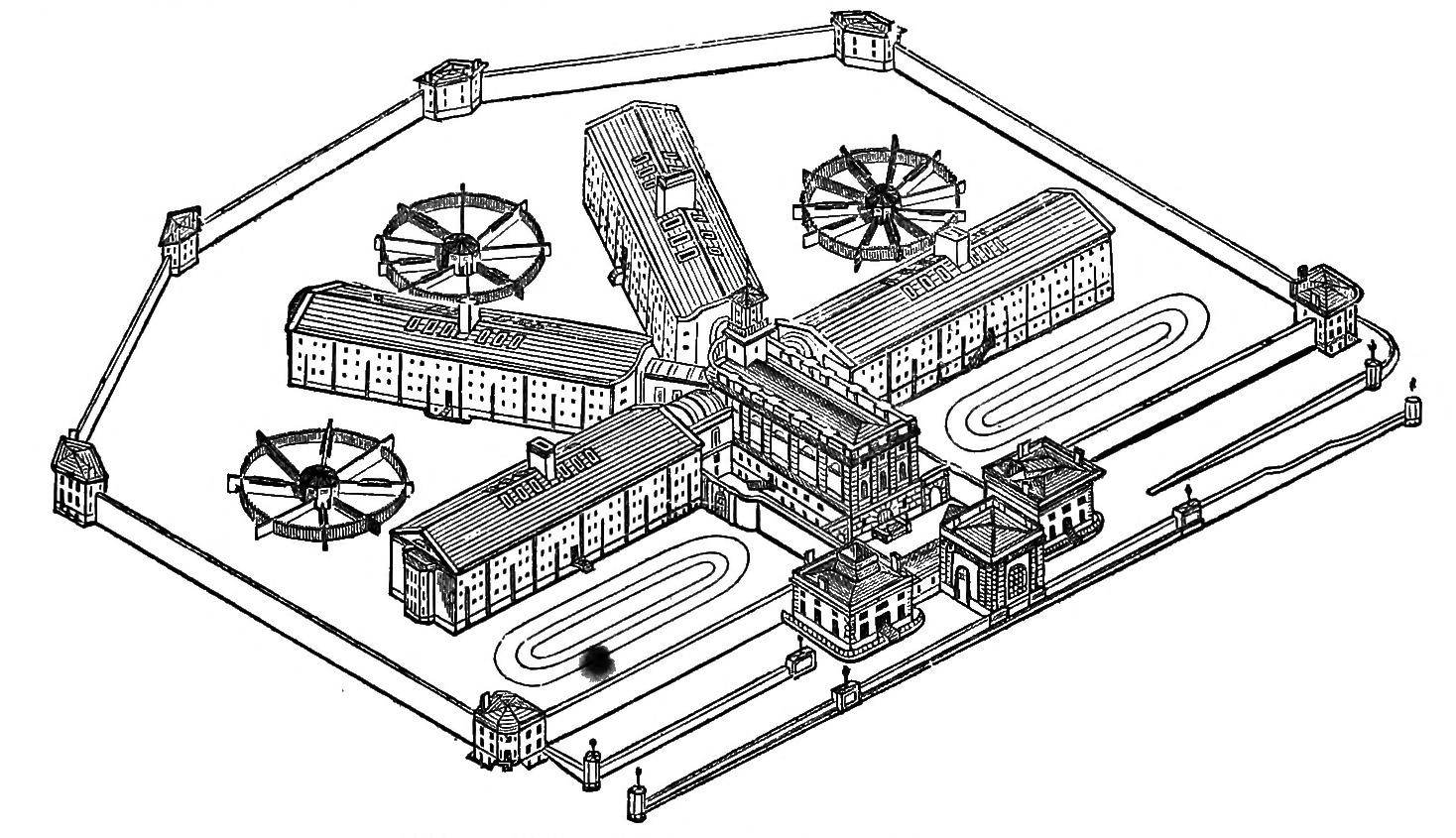
Un dessin isométrique de la prison de Pentonville d'après un rapport de 1844 à J.Jebb

Il retourne en Angleterre en 1820, après un service prolongé au Canada. Il est stationné à Woolwich puis à Hull jusqu'en décembre 1827, date à laquelle il s'embarque pour les Antilles. Il est promu capitaine en second le 26 février 1828 et prend sa retraite en septembre 1829. Ayant recouvré la santé, il est envoyé à Chatham. Jebb est nommé adjudant des sapeurs et mineurs royaux à Chatham le 11 février 1831 et promu premier capitaine le 10 janvier 1837.

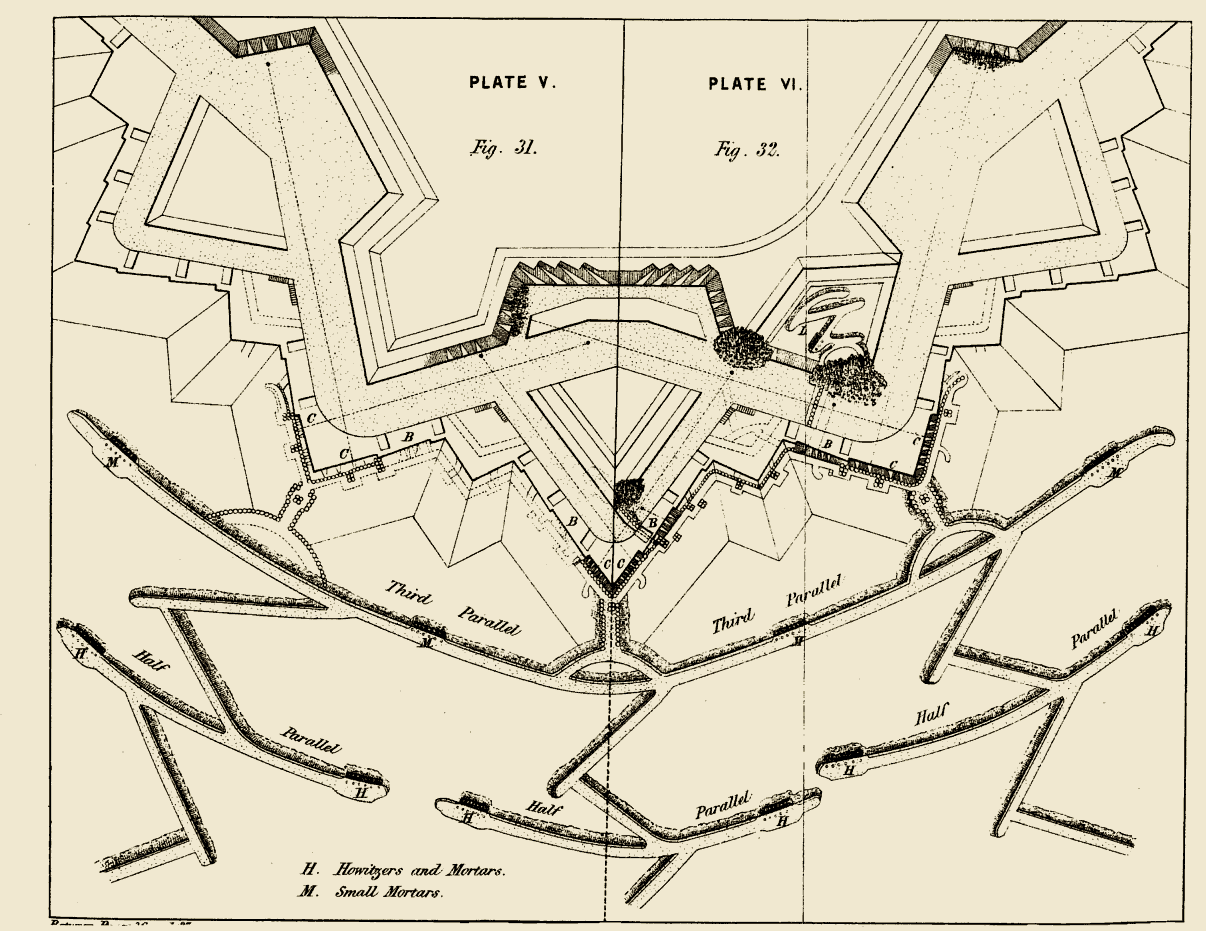
La 3e édition de son traité sur la guerre de siège est publiée en 1860.

En 1837, des enquêtes menées en Amérique par William Crawford (1788-1847) aboutissent à l'adoption du « système séparé » de discipline carcérale. Jebb est nommé arpenteur général des prisons, afin de fournir un conseiller technique à la construction des prisons. Il travaille à la conception des prisons de comté et d'arrondissement, et est associé aux inspecteurs Crawford et au révérend William Whitworth Russell, à la conception et à la construction de la « prison modèle » à Pentonville. Jebb continue ses fonctions militaires et est cantonné à Birmingham jusqu'à ce qu'il soit détaché le 20 septembre 1839, et ses services entièrement consacrés aux travaux civils.
Le 10 mars 1838, il est nommé par le lord président du conseil pour mener des enquêtes sur les concessions de chartes d'incorporation à Bolton et Sheffield, et le 21 mai de la même année, il est nommé membre de la commission sur la frontière municipale de Birmingham. Le 23 novembre 1841, il obtient un poste de major pour ses services passés et, le 29 juin 1843, il est nommé commissaire du gouvernement de la prison de Pentonville.
Le déclin des déportations force le gouvernement à créer une méthode alternative pour punir les criminels. Commençant par une période de stricte séparation à Pentonville, les forçats passent dans une des prisons spécialement construites en vue de leur emploi aux travaux publics. À cette fin, Jebb conçoit la prison de Portland. Des prisons similaires sont ensuite érigées à Dartmoor, Chatham, Portsmouth et l'île de Wight. En 1843-4, Jebb érige une terrasse de maisons, faisant partie de la Prison de Parkhurst sur l'île de Wight - Nichollson Street, qui sont maintenant des bâtiments classés.
En 1844, Jebb est nommé membre d'une commission royale chargée de faire rapport sur la punition des crimes militaires par l'emprisonnement. La commission recommande l'établissement de prisons réservées à l'accueil exclusif des prisonniers militaires et placées sous la surveillance d'un officier appelé inspecteur général des prisons militaires, qui surveillerait également les cellules du prévôt et du régiment. Jebb est nommé à ce poste le 27 décembre 1844 en plus de ses autres fonctions, et depuis cette date il est occupé par l'officier à la tête des prisons civiles, qui est toujours un officier des ingénieurs royaux.
Jebb est promu lieutenant-colonel le 16 avril 1847. Le 1er mai 1849, sa nomination comme commissaire de la prison de Pentonville est renouvelée. En 1850, un conseil, appelé les directeurs des prisons, est formé pour remplacer les différents organes qui ont précédemment géré les différentes prisons. Jebb est nommé président du conseil d'administration et, sous sa direction, le système progressif est adopté et développé.
Après avoir servi dix ans dans l'emploi civil de l'État, Jebb doit, conformément aux règlements, retourner au service militaire ou se retirer de l'armée. Il choisit cette dernière alternative et quitte le service militaire avec une retraite à plein traitement le 1er janvier 1850. Il reçoit par la suite le grade honorifique de colonel le 28 novembre 1854. Il est nommé KCB pour ses fonctions publiques le 25 mars 1859.
En 1861 et 1862, il fait partie de commissions nommées pour étudier la construction de digues de la Tamise et de communications entre la digue de Blackfriars Bridge et la Mansion House, et entre Westminster Bridge et Millbank. Il meurt subitement le 26 juin 1863 et est enterré au cimetière de Brookwood. Son successeur comme surveillant général des Prisons est un autre officier du Royal Engineers, le major Edmund Henderson.

## Famille
Jebb se marie deux fois. Le 14 juin 1830, à Mary Legh Thomas, fille de William Burtinshaw Thomas, de Highfield, Derbyshire, décédé en 1850, et de qui il a un fils, Joshua Gladwyn, et trois filles. Il se remarie le 5 septembre 1854 avec Lady Amelia Rose Pelham, fille de Thomas Pelham (2e comte de Chichester), qui lui survit.

## Travaux
1. ' Un traité pratique sur le renforcement et la défense des avant-postes, villages, maisons, ponts, Chatham, 1836.
2. Prisons modernes : leur construction et ventilation, avec plaques, Londres, 1844.
3. Notes sur la théorie et la pratique du naufrage des puits artésiens , 1844.
4. Manuel pour la milice, ou Combattre en toute simplicité : un traité pratique sur le renforcement et la défense des postes militaires en référence aux devoirs d'une force engagée dans la contestation de l'avance d'un ennemi, Londres, 1853.
5. A Flying Shot at Fergusson and his « Perils of Portsmouth », « Invasion of England, pamphlet, London, 1853.
6. Un traité pratique sur les devoirs à accomplir... lors d'un siège, 3e édition, Londres, William Clowes and Son, 1860, Londres
7. Observations sur la défense de Londres, avec suggestions concernant les travaux nécessaires, Londres, 1860.
8. Reports and Observations on the Discipline and Management of Convict Prisons, édité par le comte de Chichester, Londres, 1863.